# Eduard Schönfeld (Politiker)
Eduard Schönfeld (* 20. Februar 1873 in Münchengrätz (Mnichovo Hradiště), Böhmen; † 25. August 1936 in Wiener Neustadt) war ein österreichischer Politiker der Sozialdemokratischen Arbeiterpartei (SdP).

## Ausbildung und Beruf
Nach dem Besuch der Volks- und Bürgerschule lernte er den Beruf des Metallarbeiters. Später wurde er Kassenbeamter der Allgemeinen Arbeiterkrankenkasse.

## Politische Funktionen
- Bezirksobmann der Metallarbeiter im Bezirk Wiener Neustadt

## Politische Mandate
- 4. März 1919 bis 9. November 1920: Mitglied der Konstituierenden Nationalversammlung, SdP